# Herbert Wipiti
Herbert Sam Wipiti (New Plymouth, 16 gennaio 1922 – canale della Manica, 3 ottobre 1943) è stato un militare e aviatore neozelandese, asso dell'aviazione durante la seconda guerra mondiale, che prestò servizio nella Royal Air Force conseguendo 5 vittorie in combattimento aereo, tutte pilotando un caccia Brewster Buffalo.

## Biografia

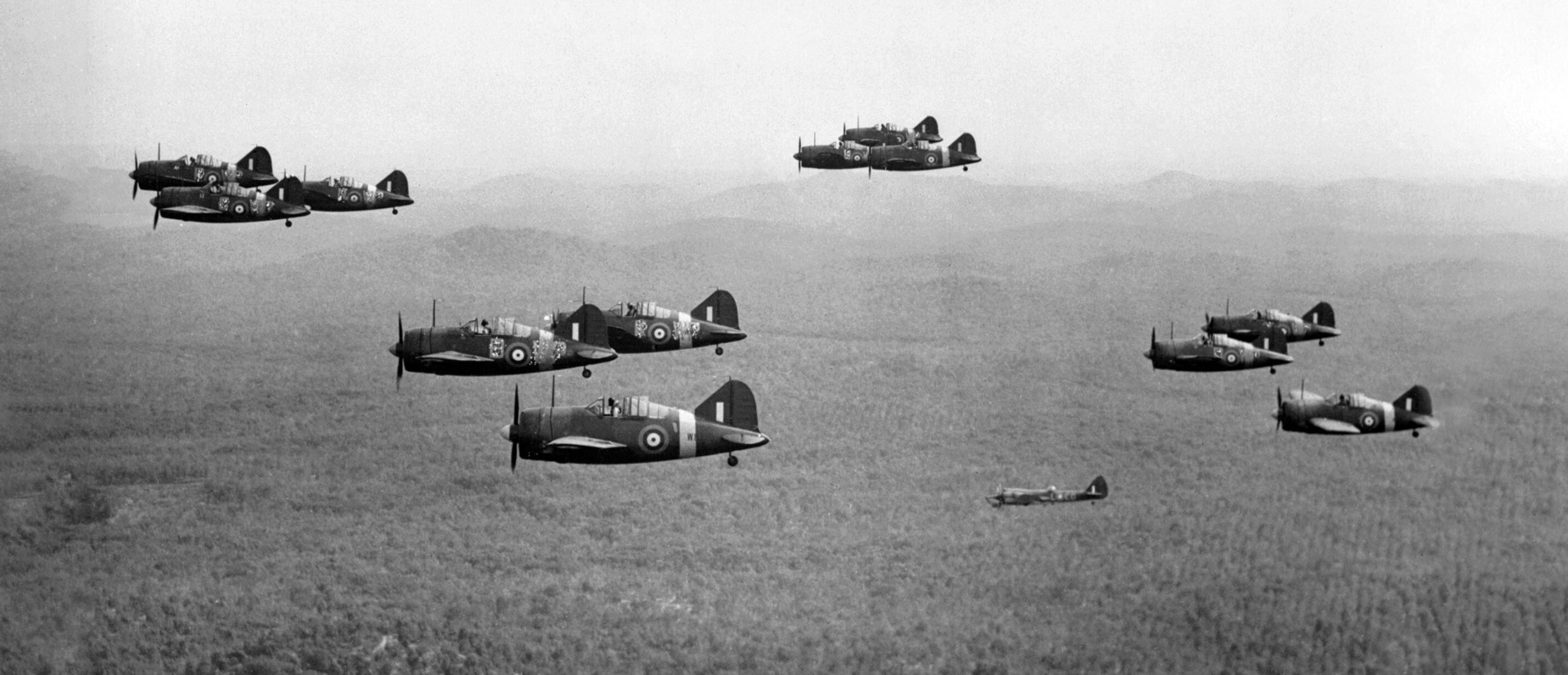
Una squadriglia di caccia Brewster Buffalo del No. 243 Squadron in volo sulla Malesia.

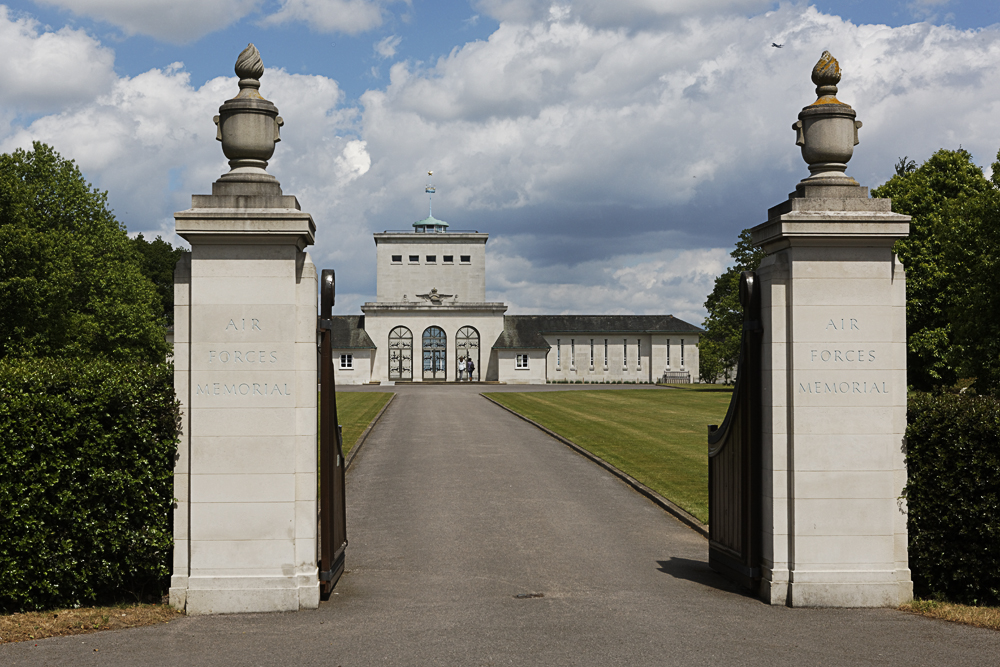
Il Memoriale delle Forze Aeree vicino ad Egham in Inghilterra, dove e commemorato Wipiti.

Nacque il 16 gennaio 1922 a New Plymouth, nell'Isola del Nord della Nuova Zelanda, figlio di Motu Tamihana e di sua moglie Ngamata Lowrie. Era di discendenza Māori e studiò alla New Plymouth Boys' High School.
Tecnico di refrigerazione al momento del suo arruolamento, si unì alla Royal New Zealand Air Force (RNZAF) nel gennaio 1941, in piena seconda guerra mondiale. Completò l'addestramento di volo a Ohakea, ottenne il suo distintivo di pilota a fine del mese di maggio e poi si trasferì in Malesia come sergente pilota a luglio. Fu il primo aviere di origine Māori ad andare a prestare servizio all'estero.
Al suo arrivo a Singapore nell'agosto 1941, fu assegnato al No.243 RAF Squadron della Royal Air Force, che aveva base sull'aeroporto di Kallang e impiegava il caccia Brewster Buffalo di produzione statunitense, considerato oramai superato. Una volta che i giapponesi invasero la Malesia britannica l'8 dicembre 1941, fece parte di un piccolo distaccamento del No.243 RAF Squadron che, insieme al No.21 RAAF Squadron australiano, operò brevemente da Ipoh,  ritornando quindi a Singapore il 14 dicembre.
Il 10 gennaio 1942 contribuì ad abbattere un aereo da ricognizione Mitsubishi Ki-46 sopra Singapore. Questo fu, secondo quanto riferito, il primo aereo giapponese abbattuto nellabattaglia per la conquista dell'isola di Singapore. Il 21 gennaio, durante un volo di pattugliamento sopra l'area di Batu Pahat, abbatté un caccia Mitsubishi A6M Zero, e poi, il giorno seguente, distrusse due bombardieri Mitsubishi G3M che facevano parte di una missione di bombardamento contro sull'aeroporto di Kallang. Pochi giorni dopo, volando di scorta a diversi aerosiluranti Vickers Vildebeest che stavano attaccando un convoglio di trasporti giapponesi, abbatté un altro Ki-46. Entro la fine di gennaio il suo squadron venne sciolto ed egli fu uno dei pochi piloti ad essere assegnato al No. 453 RAAF Squadron di base a Seletar, che ricevette anche i rimanenti caccia Brewster Buffalo ancora funzionanti.
Poco prima della caduta di Singapore egli fu evacuato a Giava, nelle Indie orientali olandesi, sopravvivendo all'affondamento della sua nave da trasporto, avvenuto subito dopo aver lasciato la costa dell'isola. Alla fine di marzo 1942 gli fu conferita la Distinguished Flying Medal (DFM) in riconoscimento del suo servizio reso in Malesia e Singapore, avendo abbattuto cinque aerei giapponesi. 
Inviato in India, fu assegnato al No.67 RAF Squadron, equipaggiato con i caccia Hawker Hurricane, di base a Calcutta. Durante la sua permanenza in India, incontrò il razzismo degli inglesi e, dopo diversi mesi, fu trasferito in Inghilterra nell'agosto del 1943.
Assegnato al No. 485 RNZAF Squadron, che al momento del suo arrivo, era di stanza a Biggin Hill, nella contea inglese del Kent, e operava con i caccia Supermarine Spitfire in missioni di scorta, accompagnando i bombardieri che effettuavano incursioni diurne nell'Europa continentale. Partecipò alla distruzione di un caccia Focke-Wulf Fw 190 il 16 settembre 1943, mentre copriva un raid dei bombardieri Martin B-26 Marauder su un aeroporto in Francia. Rimase ucciso il 3 ottobre 1943 sulla Francia mentre e effettuava una missione di bombardamento su una centrale elettrica.Quel giorno, iInsieme al suo gregario, sergente George Cuper, impegnò combattimento contro una formazione di caccia nemici sull'estuario della Somme. Al momento della sua morte, aveva il grado di sottufficiale e aveva effettuato 26 sortite con il No. 485 Squadron.  Inizialmente segnalato come disperso sul canale della Manica, fu dato per presunto morto l'anno successivo.
Wipiti non ha una tomba conosciuta ed è commemorato nel Memoriale delle Forze Aeree della Commonwealth War Graves Commission vicino a Egham, nel Surrey, in Inghilterra.

### Annotazioni
1. ↑  L'altro pilota impegnato nell'azione era il suo amico Charlie Kronk.

### Fonti
1. ↑  Stuff.
2. 1 2  Pureariki.
3. 1 2  Paperpast.
4. 1 2 3 4 5  Martin 2008, p. 514.
5. ↑  Thompson 1953, p. 21.
6. ↑  Cull 2003, p. 14-15.
7. ↑  Cull 2003, p. 159.
8. ↑  Cull 2003, p. 67.
9. 1 2 3 4 5 6 7 8 9  Airforce Museum.
10. ↑  Cull 2003, p. 112-113.
11. ↑  Ross 1955, p. 86.
12. ↑  Cull 2003, p. 156.
13. ↑  Cull 2003, p. 159-161.
14. ↑  Cull 2003, p. 169-170.
15. ↑  Cull 2003, p. 228.
16. ↑  Cull 2003, p. 175.
17. ↑  Cull 2003, p. 198.
18. ↑  Cull 2003, p. 216.
19. 1 2  Hanson 2001, p. 522.
20. ↑  Wells 1984, p. 93-101.
21. ↑  Wells 1984, p. 112.
22. ↑  Commonwealth War Graves Commission.
23. ↑  (EN) The London Gazette (PDF), n. 35502, 27 March 1942.